# Rivière Seine (Ontario)
Ne doit pas être confondu avec Rivière Seine (Manitoba).
Pour les articles homonymes, voir Seine (homonymie).
La rivière Seine est un cours d'eau qui coule dans la province de l'Ontario au Canada. Elle traverse le district de Kenora, le district de Rainy River et le district de Thunder Bay. Sa longueur est de 240 kilomètres.
La rivière Seine est le principal émissaire du lac des Mille lacs. La Seine contribue au bassin fluvial du fleuve Nelson, en se déversant dans le lac à la Pluie, puis de là s'écoule par le biais de la rivière à la Pluie jusqu'au lac des Bois et à la rivière Winnipeg.
La rivière fut parcourue à l'époque de la Nouvelle-France, par les trappeurs et les coureurs des bois Canadiens-français.
En 1926, un barrage hydroélectrique fut édifié sur la rivière Seine à la hauteur de la ville d'Atikokan. 
En 1943, un canal de dérivation fut creusé pour permettre de détourner le lit de la rivière Seine afin d'exploiter, à ciel ouvert, le minerai de fer situé sous les eaux de l'ancien lit de la rivière depuis la construction du barrage. L'exploitation du minerai put être entreprise en perçant la couche sédimentaire du mort-terrain afin d'atteindre le minerai.